# Нанкоку
Нанкоку (яп. 南国市 Нанкоку-си) — город в Японии, находящийся в префектуре Коти. Площадь города составляет 125,35 км², население — 48 316 человек (1 августа 2014), плотность населения — 385,45 чел./км².

## Географическое положение
Город расположен на острове Сикоку в префектуре Коти региона Сикоку. С ним граничат города Коти, Ками, Конан и посёлки Мотояма, Тоса.

## Население
Население города составляет 48 316 человек (1 августа 2014), а плотность — 385,45 чел./км². Изменение численности населения с 1980 по 2005 годы:
| 1980 | 44 866 чел. |  |
| 1985 | 47 554 чел. |  |
| 1990 | 46 823 чел. |  |
| 1995 | 48 192 чел. |  |
| 2000 | 49 965 чел. |  |
| 2005 | 50 758 чел. |  |

## Символика
Деревом города считается восковница красная, цветком — Citrus tachibana, птицей — курица.